# Polaris (Seekabel)
Polaris ist ein Seekabel, das Kanada und Bermuda verbindet. Es soll im zweiten Quartal 2016 in Betrieb genommen werden.[veraltet]

## Landepunkte
- Pennant Point, Kanada
- Saint David’s Island (Bermuda)